# در بی‌خبری
در بی‌خبری (انگلیسی: In the Dark) یک مجموعه تلویزیونی بریتانیایی است که در سال ۲۰۱۷ منتشر شد.

## گزیدهٔ بازیگران
- می‌آنا بورینگ
- اما فرایر
- دیوید لئون
- اشلی والترز
- جیمی سیوس
- جورجیا مافت
- شنید متیوز
- تیم مک‌اینرنی